# Бережки (Новосибирская область)
Бережки — посёлок в Здвинском районе Новосибирской области. Входит в состав Верх-Каргатского сельсовета.

## География
Площадь посёлка — 31 гектар

## История
В 1976 г. Указом Президиума ВС РСФСР посёлок фермы № 3 совхоза «Верх-Каргатский» переименован в Бережки.

## Население
| 2002 | 2007 | 2010 |
| ---- | ---- | ---- |
| 147  | ↘140 | ↘107 |

## Инфраструктура
В посёлке по данным на 2007 год функционирует 1 учреждение здравоохранения.